# Cantone di Molières
Il Cantone di Molières era una divisione amministrativa dell'arrondissement di Montauban.
È stato soppresso a seguito della riforma complessiva dei cantoni del 2014, che è entrata in vigore con le elezioni dipartimentali del 2015.
Comprendeva i comuni di:
- Auty
- Labarthe
- Molières
- Puycornet
- Vazerac